# Mario Davidovsky
Mario Davidovsky (Médanos, 4 de marzo de 1934-Nueva York, 23 de agosto de 2019) fue un compositor argentino-estadounidense. Nacido en Argentina, emigró en 1960 a Estados Unidos, donde vivió el resto de su vida. Es conocido principalmente por su serie de composiciones llamadas Synchronisms, que en las presentaciones en vivo incorporan tanto instrumentos acústicos como sonidos electroacústicos reproducidos en una cinta.

## Biografía
Davidovsky nació en Médanos, provincia de Buenos Aires, Argentina, un pueblo a casi 600 km al suroeste de la ciudad de Buenos Aires y cercano al puerto marítimo de Bahía Blanca. A los siete años inició sus estudios musicales sobre violín. A los trece comenzó a componer. Estudió composición y teoría con Guillermo Graetzer en la Universidad de Buenos Aires, de la cual se graduó.
En 1958, estudió con Aaron Copland y Milton Babbitt en el Berkshire Music Center (ahora Tanglewood Music Center) en Lenox, Massachusetts. A través de Babbitt, quien trabajó en el Centro de Música Electrónica Columbia-Princeton, y otros, Davidovsky desarrolló un interés en la música electroacústica. Copland animó a Davidovsky a emigrar a Estados Unidos y, en 1960, Davidovsky se instaló en Nueva York, donde fue nombrado director asociado del Centro de Música Electrónica Columbia-Princeton.
La mayoría de sus composiciones publicadas desde la década de 1970 no han sido electrónicas. Sus únicas composiciones electroacústicas publicadas desde entonces son Synchronisms No. 9 (1988) y Synchronisms No. 10 (1992). Sin embargo, Davidovsky recibió un encargo de un grupo liderado por SEAMUS para componer dos obras electroacústicas más de la serie Synchronisms. n.º 11 y n.º 12 que se estrenaron en 2007 en la Conferencia Nacional SEAMUS en Ames, IA.
Con su Synchronisms No. 6, para piano y electroacústica, Davidovsky ganó el Premio Pulitzer de Música en 1971.
La asociación de Davidovsky con el Columbia-Princeton Electronic Music Center continuó, y de 1981 a 1993 fue director del laboratorio y profesor de música en Columbia. En 1994 se convirtió en profesor de música en Harvard. Durante su carrera, Davidovsky también ha enseñado en muchas otras instituciones: la Universidad de Míchigan (1964), el Instituto Di Tella (1965), la Escuela de Música de Manhattan (1968-69), la Universidad Yale (1969-70), y el City College de Nueva York (1968-1980).
Se desempeñó en la facultad de composición de Mannes School of Music.
En 1982, Davidovsky fue elegido miembro de la Academia Estadounidense de las Artes y las Letras.

## Vida personal
Davidovsky se casó con Ellen Blaustein en 1961. Tuvieron dos hijos y tres nietos. Falleció en Nueva York el 23 de agosto de 2019 a la edad de 85 años.

## Premios
- Premio de la Academia Estadounidense de las Artes y las Letras (1965)
- Premio Pulitzer (1971)
- Premio de Artes Creativas de la Universidad de Brandeis
- Premio Aaron Copland-Tanglewood
- Premio SEAMUS Lifetime Achievement Award (1989)
- Premio Naumburg
- Premio Peggy Guggenheim (1982)
- Fundación Barlow para la composición musical - Comisión (2003)